# Rembertów (wieś)
Rembertów – wieś sołecka w Polsce, położona w województwie mazowieckim, w powiecie piaseczyńskim, w gminie Tarczyn. Leży przy starym przebiegu DK7, obecny, nowy ślad siódemki przesunięty jest na wschód od Rembertowa.
Wieś szlachecka Rembiertowo położona była w drugiej połowie XVI wieku w powiecie tarczyńskim ziemi warszawskiej województwa mazowieckiego. W latach 1975–1998 miejscowość administracyjnie należała do województwa warszawskiego.
Parafia należy do dekanatu tarczyńskiego archidiecezji warszawskiej.

## Integralne części wsi
| SIMC    | Nazwa  | Rodzaj     |
| ------- | ------ | ---------- |
| 0009403 | Cieśle | przysiółek |

## Historia
Historia miejscowości to ponad 590 lat. Dawniej używano nazw Rembiertów oraz Rembertów Grójecki. Powiązane nazwisko to Rembiertowski. We wsi stoi modrzewiowy kościół pw. św. Jana Chrzciciela z lat 1730–1742 (pierwotny z 1420), przebudowany w 1826 i 1880, remontowany m.in. w 1936 i 1959. Obok drewniana dzwonnica z 1826. Kościół Św. Jana Chrzciciela leży na szlaku krajoznawczym Drewniane Skarby Mazowsza (Pętla Warszawska-Zachodnia).
W miejscowości znajdował się zakład firmy Perfetti Van Melle Corporation, właściciela marki popularnych cukierków Mentos, zbudowany na początku lat 90. XX wieku. Zakład zatrudniał 380 osób i produkcja została zamknięta w marcu 2009.
W latach 90. XX wieku w Rembertowie zainstalowano prądnicę wiatrową o mocy 250 kW (turbina wiatrowa typu Lagerway LW 30/250, wysokość 48,2 m, 2 śmigła, średnica 30 m), dzisiaj prawdopodobnie nieczynna.

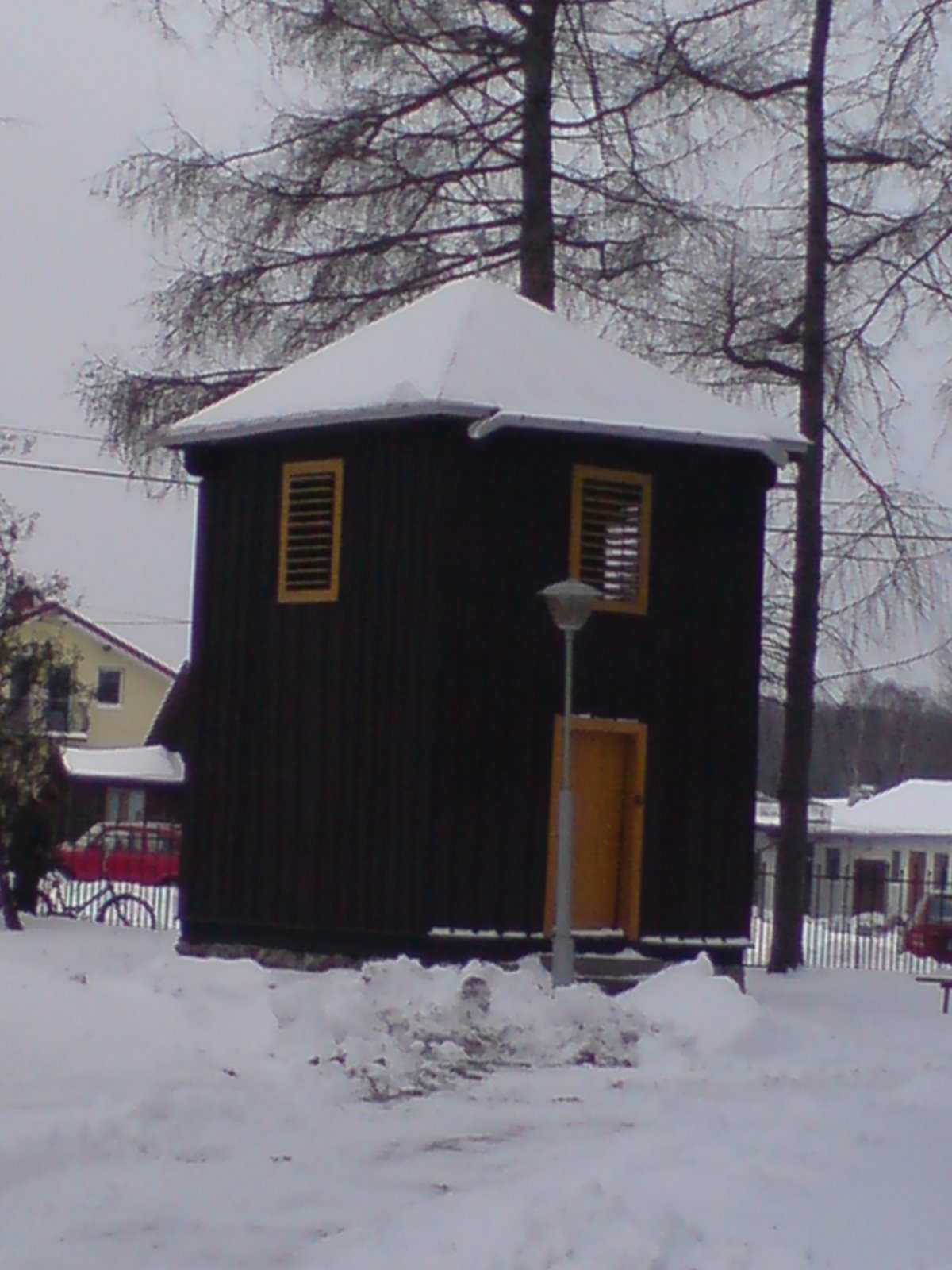
Dzwonnica z 1826
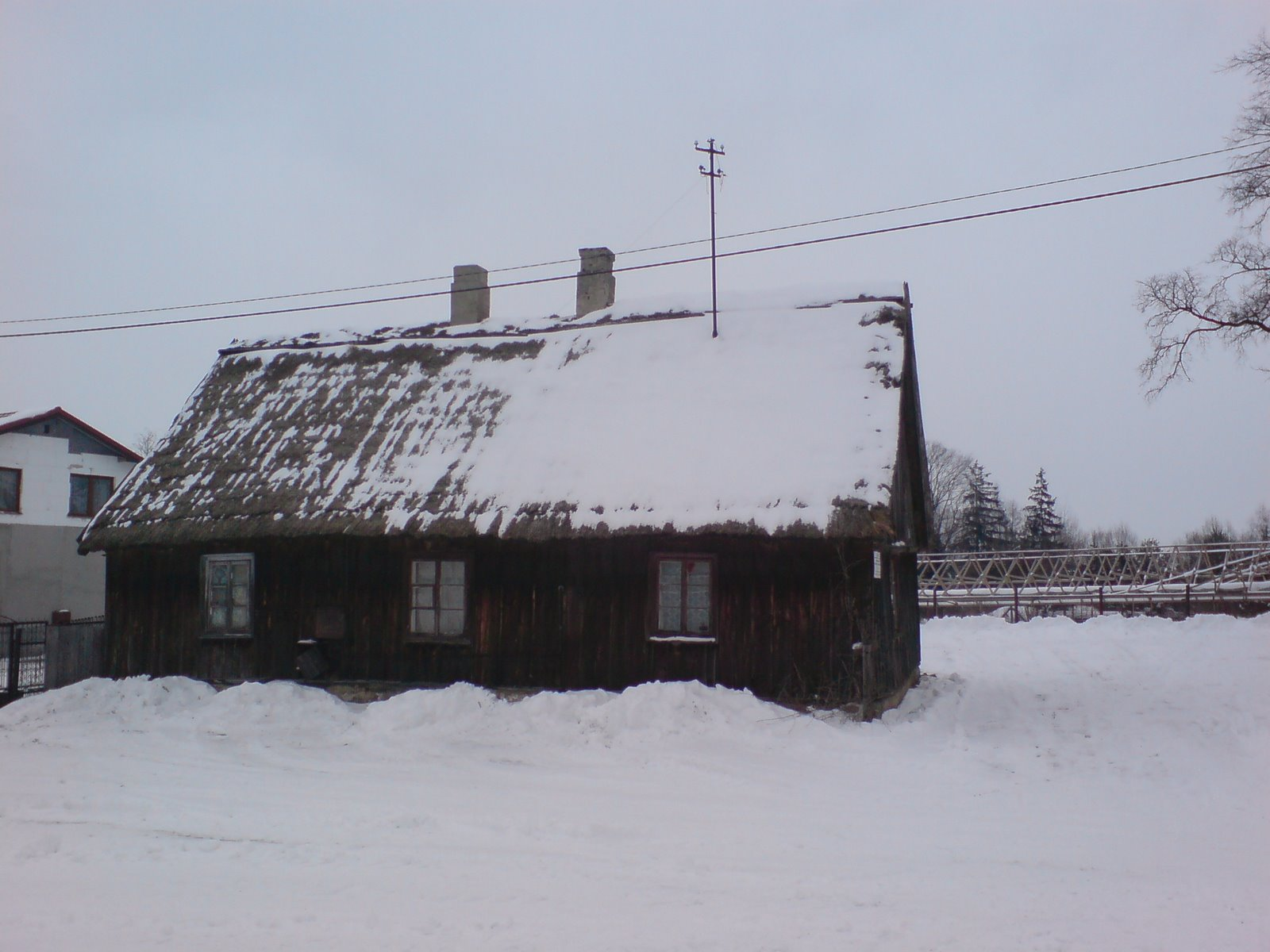
Organistówka z 1800
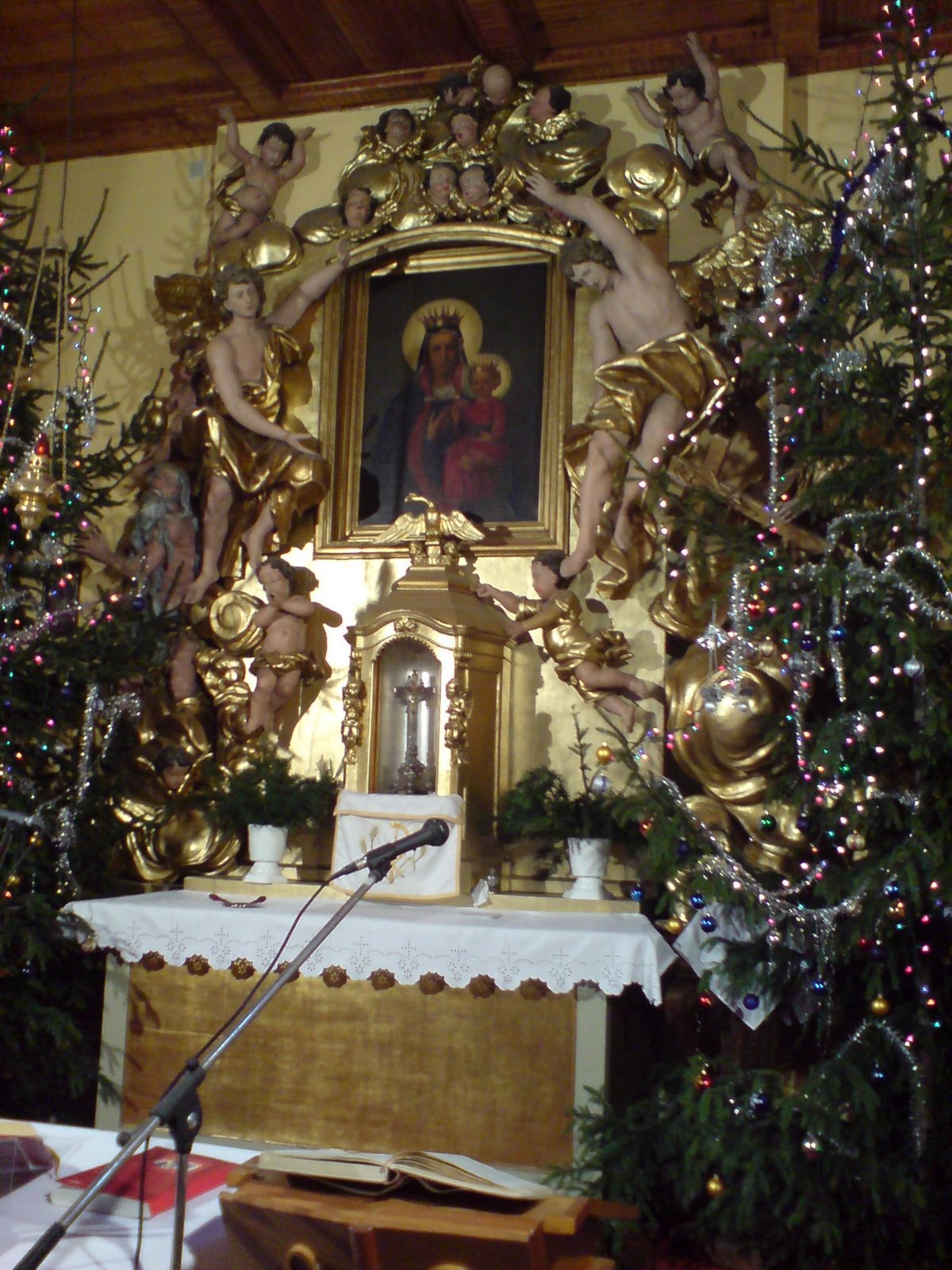
Ołtarz główny w Rembertowie z 1860
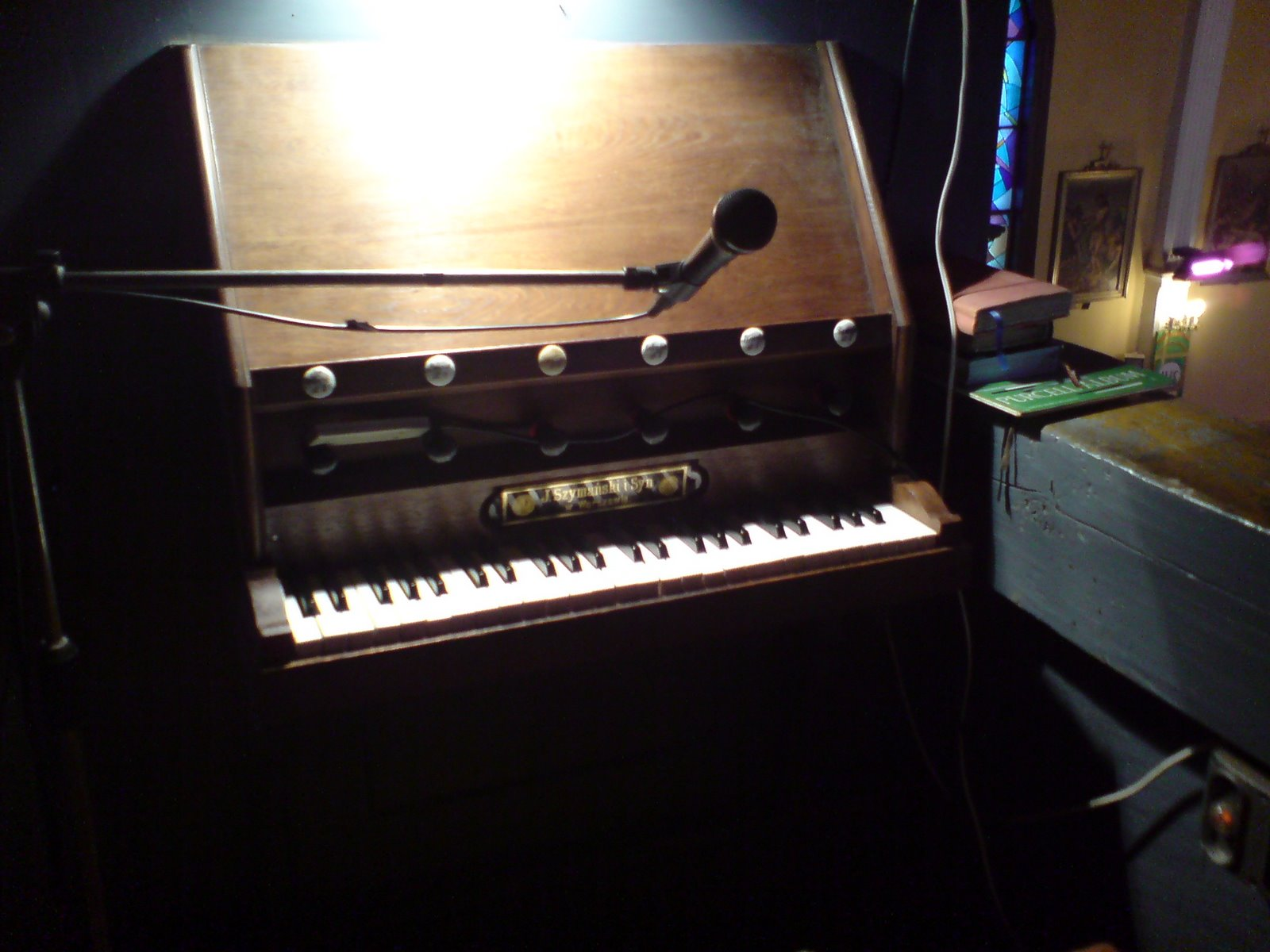
Kontuar organów z 1895